# Jarryd Dunn
Jarryd Dunn (30 gennaio 1992) è un velocista britannico.

## Palmarès
| Anno | Manifestazione   | Sede      | Evento      | Risultato  | Prestazione | Note                                     |
| ---- | ---------------- | --------- | ----------- | ---------- | ----------- | ---------------------------------------- |
| 2011 | Europei juniores | Tallinn   | 400 m piani | 8º         | 47"56       |                                          |
| 2011 | Europei juniores | Tallinn   | 4×400 m     | 5º         | 3'08"56     |                                          |
| 2015 | Europei indoor   | Praga     | 400 m piani | Semifinale | 47"29       |                                          |
| 2015 | Europei indoor   | Praga     | 4×400 m     | 5º         | 3'08"56     |                                          |
| 2015 | Mondiali         | Pechino   | 400 m piani | Batteria   | 45"49       |                                          |
| 2015 | Mondiali         | Pechino   | 4×400 m     | Bronzo     | 2'58"51     |                                          |
| 2016 | Europei          | Amsterdam | 400 m piani | Semifinale | 46"00       | Miglior prestazione personale stagionale |
| 2016 | Europei          | Amsterdam | 4×400 m     | Bronzo     | 3'01"44     |                                          |
| 2017 | World Relays     | Nassau    | 4×400 m     | 6º         | 3'03"84     |                                          |